# رائولی سومریوکی
رائولی سومریوکی (فنلاندی: Rauli Somerjoki؛ ‏ ۳۰ اوت ۱۹۴۷ – ۱۴ ژانویهٔ ۱۹۸۷) مشهور به بَـدینگ موسیقی‌دان، خواننده، ترانه‌سرا اهل فنلاند بود. وی بین سال‌های ۱۹۶۶ تا ۱۹۸۷ میلادی فعالیت می‌کرد.
از فیلم‌هایی که وی در آن‌ها نقش داشته‌است، می‌توان به آریل اشاره نمود.